# 圣埃乌萨尼奥-福尔科内塞
圣埃乌萨尼奥-福尔科内塞（義大利語：Sant'Eusanio Forconese），是意大利阿奎拉省的一个市镇。总面积7.97平方公里，人口409人，人口密度51.3人/平方公里（2009年）。ISTAT代码为066090。

## 地理
海拔： 1,939′

## 政治
市长： Giovanni Berardinangelo

## 旅游
- Stiffe Caves
- Lago Sinizzo
- Santa Maria ad Cryptas